# Свечников, Александр Владимирович
Александр Владимирович Свечников (узб. Aleksandr Vladimirovich Svechnikov; род. 19 мая 1998 года, Ташкент, Узбекистан) — узбекский легкоатлет-паралимпиец, специализирующаяся в метании копья, член сборной Узбекистана. Олимпийский чемпион Летних Паралимпийских игр, чемпион мира по лёгкой атлетике, победитель Игр исламской солидарности и Летних Параазиатских игр.

## Биография
Александр родился 19 мая 1998 года в Ташкенте. Он начал заниматься метанием копья, как и его старшая сестра Анастасия Свечникова, участница двух летних Олимпийских игр.

## Карьера
В 10 лет начал заниматься спортом в Ташкенте под руководством своей матери Елены Свечниковой.
В 2016 году на Летних Паралимпийских играх в Рио-де-Жанейро (Бразилия) выиграл золотую медаль в метании копья с результатом 65.69 метра в категории F13, став олимпийским чемпионом. В этом же году президент Узбекистана Шавкат Мирзиёев наградил Александра почётным званием «Узбекистон ифтихори» («Гордость Узбекистана»).
В 2017 году на Чемпионате мира по легкой атлетике в Лондоне (Великобритания) он завоевал золотую медаль в соревновании по метанию копья в категории F13 с результатом 71,01 м, установив новый мировой рекорд. В этом же году на Играх исламской солидарности также завоевал золотую медаль, метнув копьё на 70 метров.
В 2018 году выиграл Открытый чемпионат Китая с результатом 66.96 метра. В этом же году на Летних Параазиатских играх в Джакарте (Индонезия) завоевал золотую медаль в метании копья.